# Apartment for Peggy
Apartment for Peggy is een Amerikaanse dramafilm uit 1948 onder regie van George Seaton. Het scenario is gebaseerd op de novelle An Apartment for Peggy (1948) van de Amerikaanse auteur Faith Baldwin. Destijds werd de film in Nederland uitgebracht onder de titel Een flatje voor Peggy.

## Verhaal
De film speelt af vlak na het einde van de Tweede Wereldoorlog. Professor Henry Barnes is onlangs op emeritaat gegaan en vertelt aan zijn collega-vriend Edward Bell dat hij, nu hij geen bijdrage meer levert aan de maatschappij, een einde aan zijn eigen leven zal maken. Later blijkt ook dat zijn zoon en echtgenote zijn omgekomen tijdens de oorlog. Edward maakt zich ongerust en brengt hem in contact met dokter Philip Conway, die hem twee slaappillen per bezoek voorschrijft. 
Jason Taylor is een gedemobiliseerde militair van de Amerikaanse marine die de zeeslag bij het eiland Savo heeft overleefd en scheikunde studeert aan de universiteit. Vanwege een grote toename aan universiteitsstudenten na de oorlog is er een groot tekort aan woningen; Jason woont daarom met zijn jonge vrouw Peggy in een kleine kampeerauto. Peggy is zeer ongelukkig met haar huidige woonsituatie en uit haar frustratie bij Edward, die haar en Jason verhuist naar de zolder van Henry.
Aanvankelijk ergert Henry zich aan het koppel omdat ze de rust in het huis verstoren, maar na verloop van tijd bouwen ze een hechte band op. Jason vindt werk als bijlesdocent, maar verdient niet genoeg geld en overweegt te stoppen met de universiteit zodat hij meer geld kan verdienen als autohandelaar. Vlak daarna krijgt Peggy een miskraam. Henry, die tot dan toe slaappillen aan het opsparen was van de dokter, is zeer onder de indruk van de invloed die deze gebeurtenis op het koppel heeft en vindt weer betekenis in het leven.

## Rolverdeling
| Acteur          | Personage              |
| --------------- | ---------------------- |
| Jeanne Crain    | Peggy Taylor           |
| William Holden  | Jason Taylor           |
| Edmund Gwenn    | Professor Henry Barnes |
| Gene Lockhart   | Professor Edward Bell  |
| Griff Barnett   | Dokter Philip Conway   |
| Randy Stuart    | Dorothy                |
| Betty Lynn      | Vrouw                  |
| Marion Marshall | Ruth                   |
| Pati Behrs      | Jeanne                 |

## Productie
De filmstudio kocht in april 1947 de rechten voor novelle van Faith Baldwin voor een bedrag van 10.000 dollar. Het verhaal was destijds redelijk baanbrekend in Hollywood, omdat het de problemen behandelt van een soldaat met posttraumatische stressstoornis; voor de oorlog waren films over zulke maatschappelijke problemen taboe.
Aanvankelijk kreeg Lee J. Cobb de rol van dokter Philip Conway, maar hij werd later vervangen door Griff Barnett.
De opnamen vonden plaats tussen december 1947 en maart 1948. De campusbeelden werden in februari 1948 opgenomen op de Universiteit van Nevada.

## Ontvangst
De film kreeg weinig aandacht van de Nederlandse pers, maar de recensies waren overwegend positief. De recensent van De Telegraaf noemde het een "amusante komedie"; de recensent van De Waarheid noemde het een "genoegelijke, ietwat sentimentele film".; en de recensent van Het Parool vatte samen: "Voor de sentimentaliteit van het Amerikaans pseudo-realisme bleef Apartment for Peggy niet gespaard, maar ook hier is Edmund Gwenn een amusant mennetje en als zodanig een attractie."